# Ahlintel
Die Bauerschaft Ahlintel ist Teil der Stadt Emsdetten im Kreis Steinfurt. Sie liegt etwa 5 Kilometer südwestlich vom Ortskern entfernt.

## Beschreibung
Im 12. Jahrhundert ist als erster Siedlungsname Linthlon (später Lintel) belegt, der so viel wie „Lindengehölz“ bedeutet und sich wohl auf einen für die Bewohner wichtigen Lindenbaum bezieht. Der heutige Name bedeutet „Alt-Lintel“ und meint die frühere Kernsiedlung ohne die heute zu Hollingen gehörenden Gebiete.
Der Emsdettener Ortskern wird durch den Wald Deitmars Brook von Ahlintel getrennt. Im Westen grenzt Ahlintel an die Bauerschaft Hollingen, im Süden verläuft der Aabach, ein linker Zufluss des Emsdettener Mühlenbachs. Im Westen liegt die zu Borghorst gehörende Bauerschaft Ostendorf. Ahlintel liegt seit 1731 am historischen Max-Clemens-Kanal. Die Landesstraße 590, die Emsdetten und Borghorst verbindet, läuft durch Ahlintel.
In der Bauerschaft steht die katholische Filialkirche St. Konrad, die im Oktober 1948 geweiht wurde.

## Geschichte
Um das Jahr 1200 ist eine fünf Bauernhöfe umfassende Kernsiedlung belegt, welche die Höfe Kindermann, Berning, Hartwording (um 1500 zerstört), Abeler und Spaning umfasst. Auch umfasste sie die heute zu Hollingen gehörenden Höfe Schulte Lintel und Krüler sowie die Höfe Huesmann, Schweer und Krumbeck. Etwa in diesem Zeitraum ist in Ahlintel auch Besitz des Münsteraner Überwasser-Klosters belegt. Im Jahr 1387 ist erstmals der Siedlungsname Oldenlintlo (Alt-Lintel) belegt, nachdem Teile der Siedlung ihre Zugehörigkeit nach Hollingen wechselten.

## Vereine
- Ahlinteler Schützengesellschaft e.V. (seit 1822)[3]
- Sportfreunde Ahlintel (1979–2010er Jahre)[4][5]